# Mae Nam Moei
Der Mae Nam Moei (Thai: แม่น้ำเมย; „Moei-Fluss“) ist ein Nebenfluss des Saluen. Er bildet die Grenze zwischen der thailändischen Provinz Tak und dem Kayin-Staat in Myanmar (Birma). Der Moei entspringt in der Provinz Tak im Distrikt (Amphoe) Phop Phra. In seinem Oberlauf heißt er Wa Le und fließt zunächst von Nordosten nach Südwesten. Nach einer Schleife fließt weiter in nordnordwestlicher Richtung. Sein mäandernder Verlauf zeichnet sich auch im ebenso geformten Verlauf der birmanisch-thailändischen Grenze ab. Im Distrikt Sop Moei der thailändischen Provinz Mae Hong Son mündet er in den Saluen. 
Der Moei ist 327 Kilometer lang. Auf thailändischer Seite grenzt er an die Distrikte Mae Sot und Tha Song Yang der Provinz Tak, auf myanmarischer Seite an die Distrikte Dooplaya und Pa'an des Kayin-Staats. In der Vergangenheit fanden an seinen Ufern immer wieder Gefechte zwischen der myanmarischen Regierung, der Karen National Union, der Democratic Karen Buddhist Army und der thailändischen Armee statt. An den Ufern des Moei befinden sich Flüchtlingslager der Karen. Der Fluss wird in der Nacht von Schmugglern beherrscht. In Mae Sot wird der Fluss von der Friendship Bridge überspannt. Dort gibt es einen offiziellen Grenzübergang zwischen Thailand und Myanmar. Daneben gibt es zahlreiche illegale Grenzübergänge in das Gebiet der Democratic Karen Buddhist Army.